# Condado de Lewis (Virgínia Ocidental)
O Condado de Lewis é um dos 55 condados do estado norte-americano da Virgínia Ocidental. A sede do condado é Weston, que é também a sua maior cidade. O condado tem uma área de 1010 km² (dos quais 21 km² estão cobertos por água), uma população de 16 919 habitantes, e uma densidade populacional de 17 hab/km² (segundo o censo nacional de 2000). O condado foi fundado em 1816 e recebeu o seu nome em homenagem a Charles Lewis, um soldado da Guerra da Independência dos Estados Unidos, morto na batalha de Point Pleasant em 1774.